# Аштіан (шагрестан)
Аштіан (перс. آشتيان) — шагрестан в Ірані, в остані Марказі. За даними перепису 2006 року, його населення становило 19011 осіб, які проживали у складі 5669 сімей.

## Бахші
До складу шагрестану входить єдиний бахш — Центральний.